# N.V. Drukkerij Trio
N.V. Drukkerij Trio was een drukkerij-uitgeverij in Den Haag. Trio werd gesticht in 1898 en was vanaf 1899 gevestigd aan de Nobelstraat 27 te Den Haag. Het bedrijf heeft bestaan tot 1990.
De geschiedenis begint in 1894, toen de drie beroepsdrukkers J. van der Kamp, C.J. Landman en W.J. van den Bogert deelnamen aan een staking van de Haagse typografen, een actie van de Algemeene Nederlandsche Typografenbond. Dat was een reden voor de werkgevers in de drukkersbranche om hen te ontslaan en te verhinderen dat ze ergens anders werk zouden krijgen. Nu vatte het trio een plan op om zelf een drukkerij te stichten, en daartoe klopten de drie aan bij de progressief-liberale ondernemer mr. Arnold Kerdijk (1846-1905), een zwager van J.C. van Marken, de stichter van de Nederlandsche Gist- en Spiritusfabriek in Delft, eveneens een sociale ondernemer. Kerdijk was in de jaren negentig niet meer actief als zakenman, maar hij was Tweede-Kamerlid van de Liberale Unie; ook was hij de ziel van de tijdschriften Vragen des Tijds en Sociaal Weekblad.
Kerdijk stichtte in 1898 zelf een drukkerij, waar de drie ontslagen drukkers-typografen gingen werken. Kerdijks voorwaarde was dat het bedrijf een coöperatie zou worden. Drukkerij Trio werd opgezet met sociale idealen en groeide uit tot een vooraanstaand Haags bedrijf. Lang na het overlijden van Arnold Kerdijk, in 1932, werd zijn zoon Frits Kerdijk (1879-1972) directeur van de drukkerij. Hij leidde het bedrijf veilig door de oorlogsjaren heen en trad af in 1949, kort na de viering van het vijftigjarig bestaan. Er werkten toen 85 mensen.
F. Kerdijk publiceerde veel eigen werk in kleine uitgaven bij zijn drukkerij-uitgeverij, waaronder complete series zoals De typografische kruidtuin (10 deeltjes), Monumenten der Boekdrukkunst (6 delen), en Curiosa Typografica (5). Ook startte hij in de jaren 30 de langlopende serie Van Trio aan zijn zakenvrienden, een reeks kleine publicaties die aan relaties ten geschenke werden aangeboden. Tijdens de Tweede Wereldoorlog werd er bij Trio veel illegaal drukwerk gemaakt.
Bekende typografen zoals Stefan Schlesinger, A.A.M. Stols en Huib van Krimpen werkten er voor langere of kortere tijd. Piet Zwart en Stefan Schlesinger verzorgden letterproeven van Drukkerij Trio. Een aantal jaren maakte A.A.M. Stols ook deel uit van de directie van Trio, en zo was Trio ook betrokken bij vele uitgaven van het tijdschrift Halcyon.
In de jaren zeventig ging het slechter met het bedrijf. 1977 was het jaar waarin voor het laatst dividend werd uitgekeerd, en in 1990 viel het doek.